# Lomatia semiclara
Lomatia semiclara är en tvåvingeart som beskrevs av Hesse 1956. Lomatia semiclara ingår i släktet Lomatia och familjen svävflugor. Inga underarter finns listade i Catalogue of Life.